# سریر مقدس کیلیکیه
سریر مقدس کیلیکیه (رسماً جاثلیق‌نشین ارمنی حوزه عالی کیلیکیه) (ارمنی: Կաթողիկոսութիւն Հայոց Մեծի Տանն Կիլիկիոյ; انگلیسی: Saint Gregory the Illuminator Cathedral) یکی از دو سریر کلیسای حواری ارمنی است. مقر جاثلیق سریر مقدس کیلیکیه از ۱۹۳۰ تاکنون در انطلیاس، لبنان قرار داشته‌است. آرام اول از ۱۹۹۵ جاثلیق کلیسای رسالتی ارمنی بوده‌است.

## نگارخانه

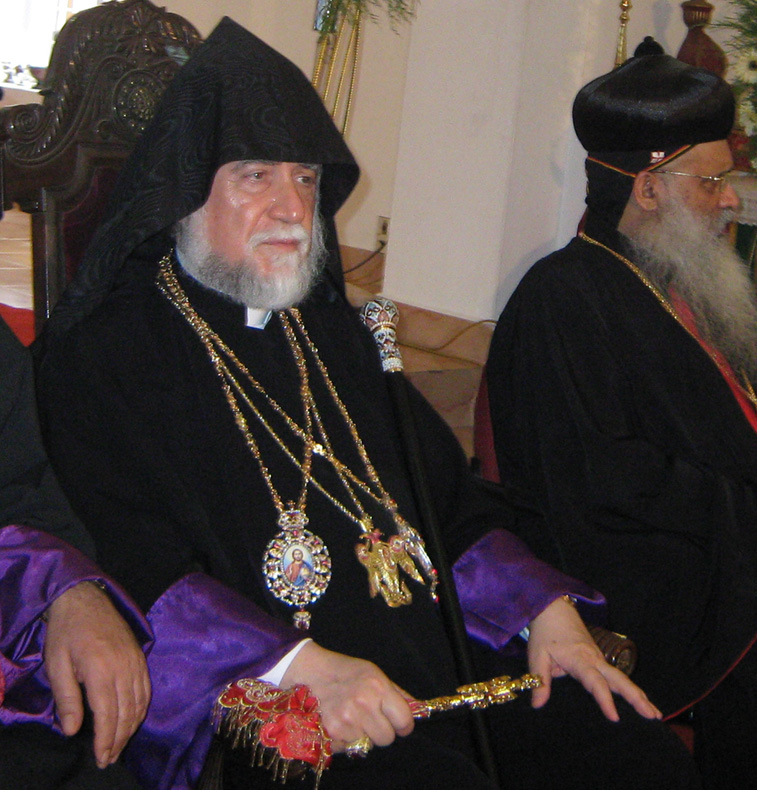
آرام اول
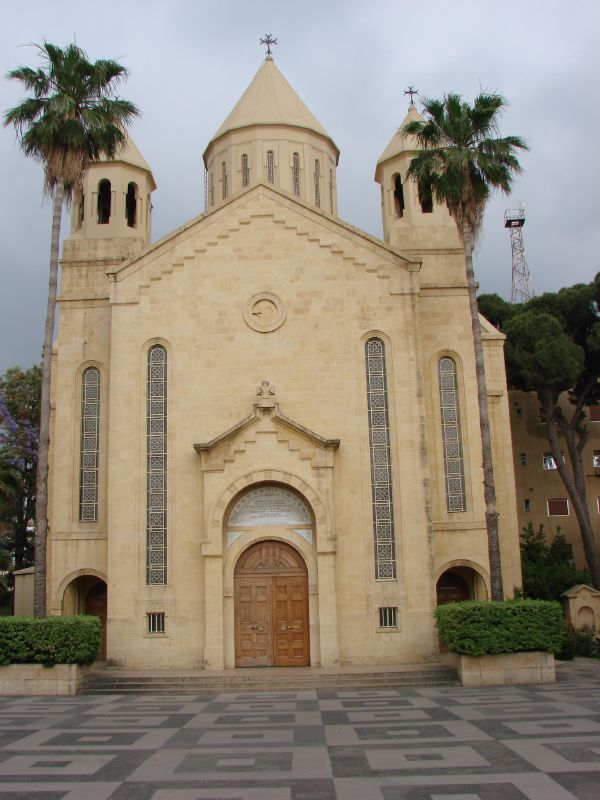
قدیس گریگوری روشنگر (۱۹۴۰)
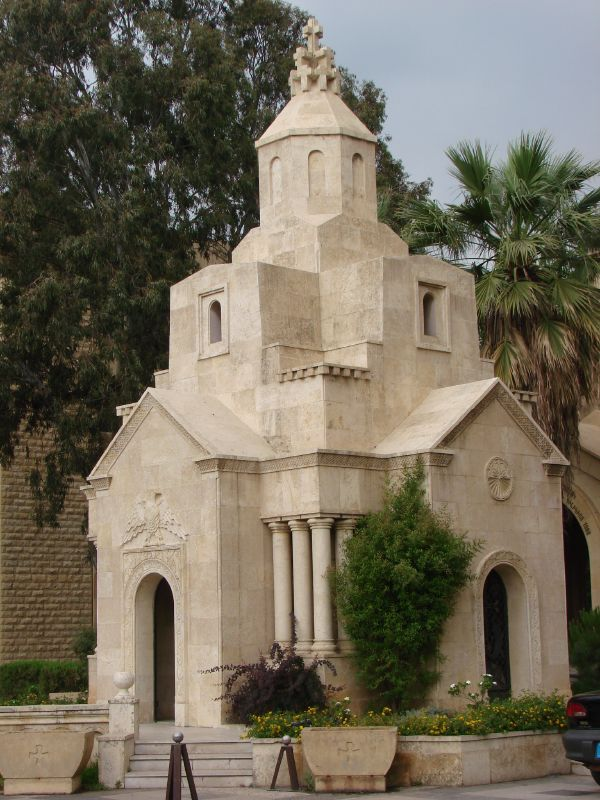
نمازخانه یادبود نسل کشی ارامنه
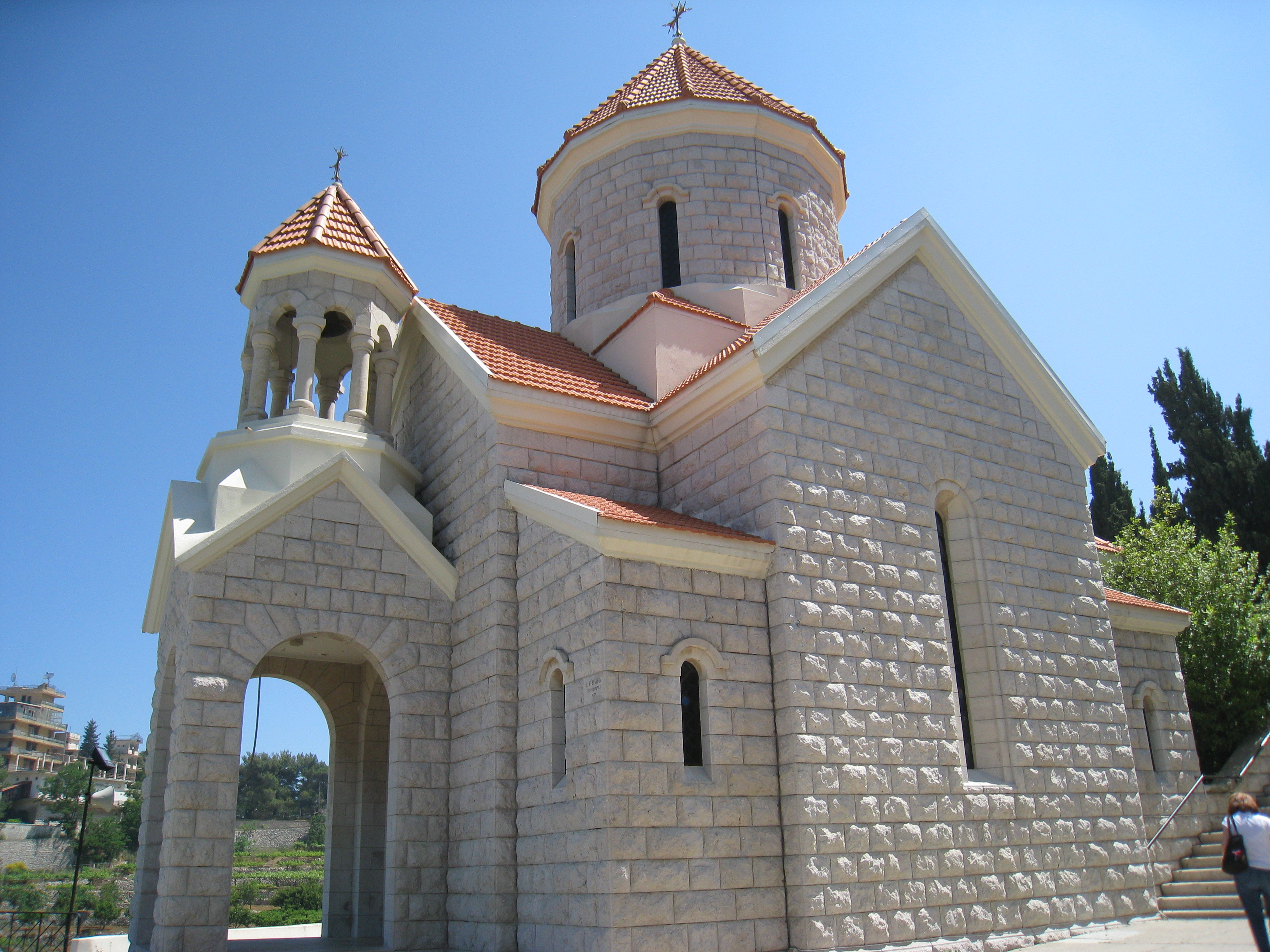
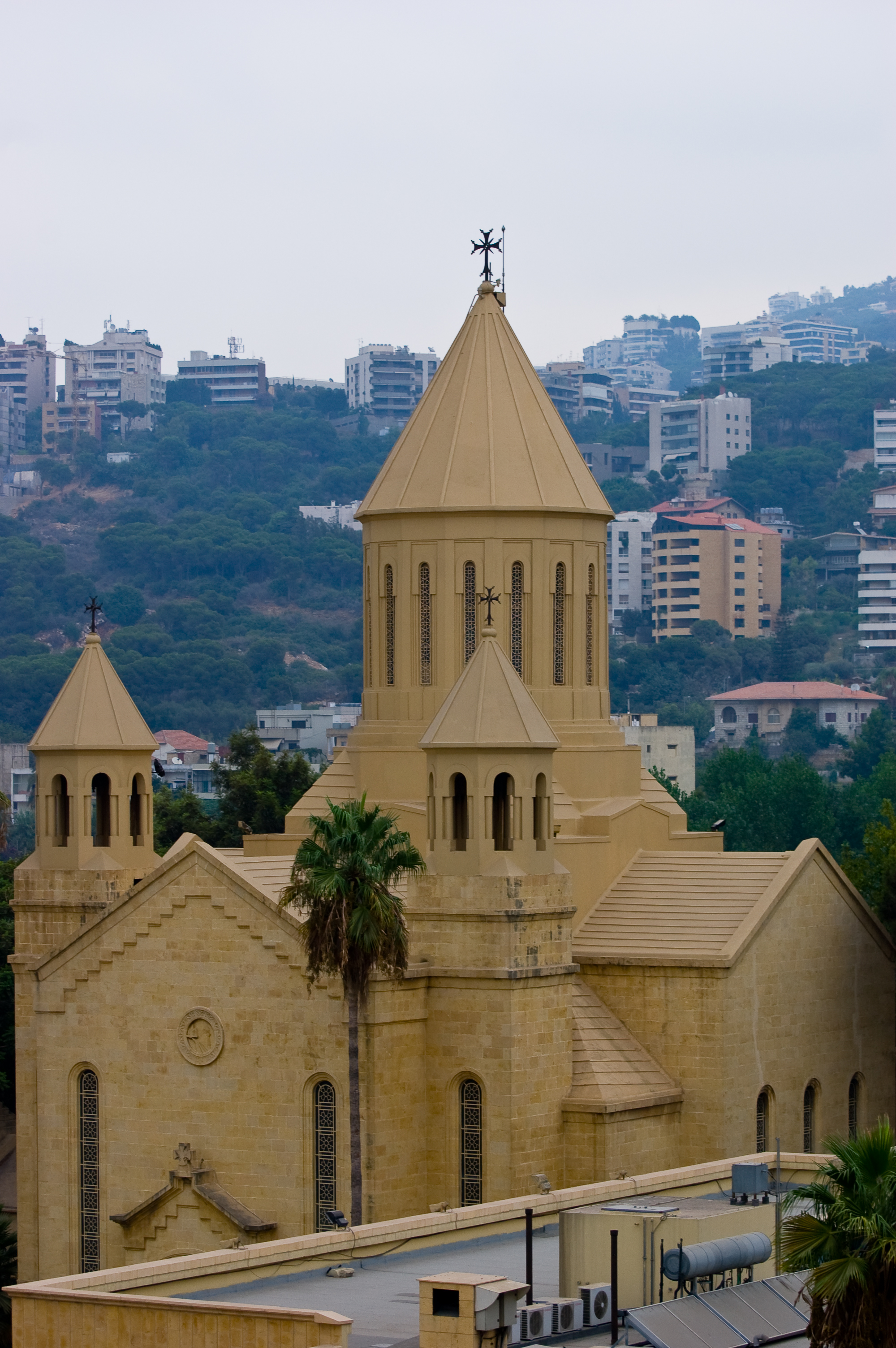
Saint Gregory the Illuminator Cathedral in the Armenian Catholicosate of Cilicia
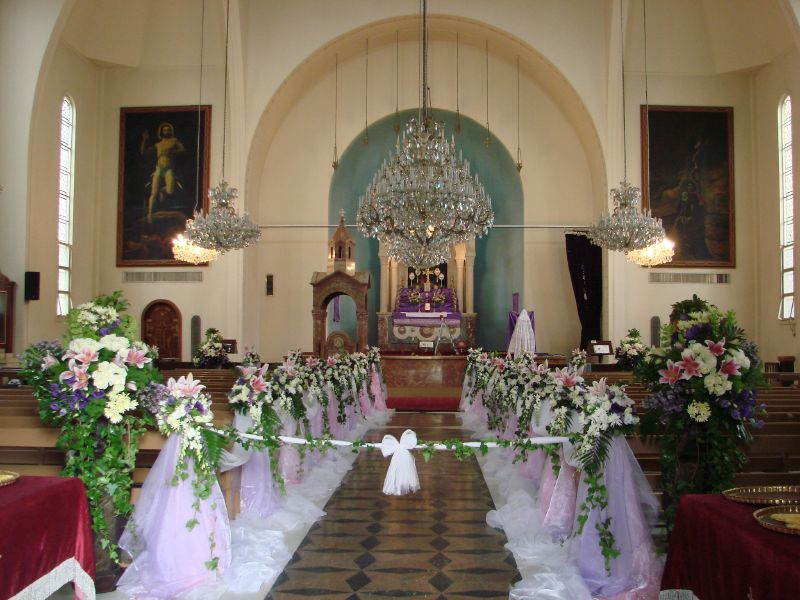
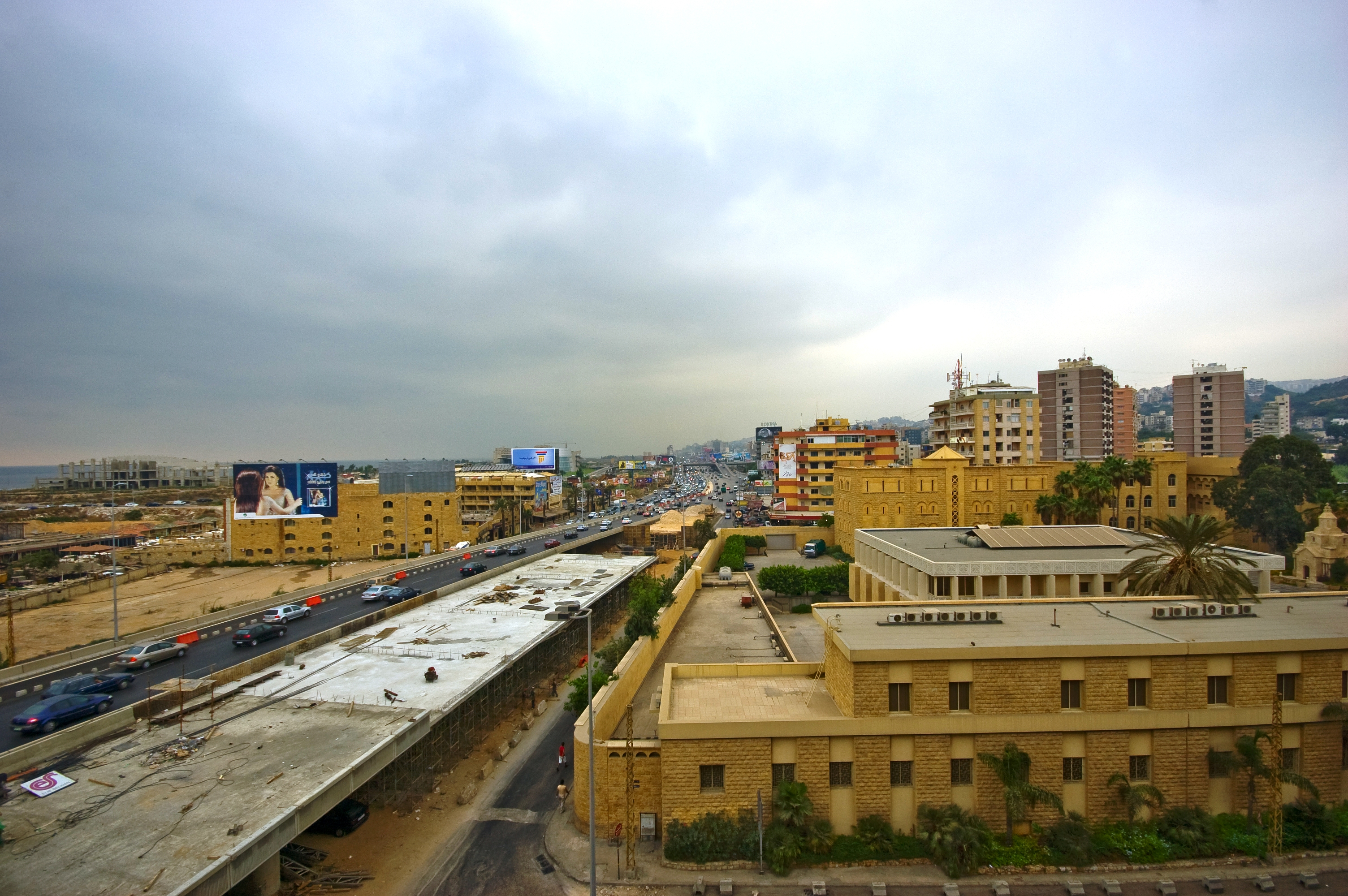
نمایی از جاثلیق‌نشین در کنار دریای مدیترانه
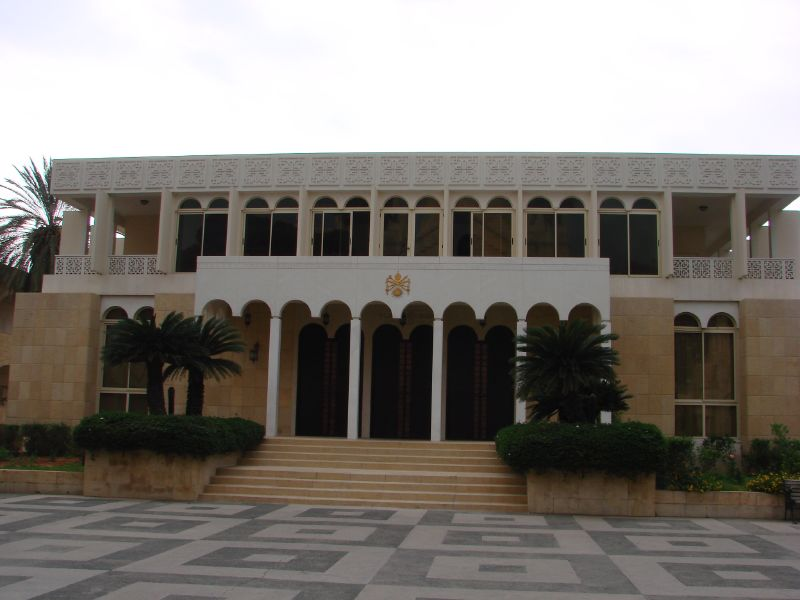